# Ivan Jeger
Ivan Jeger  (1911. – 1973.) bio je hrvatski kipar i medaljer. Učenik je Ive Kerdića i poput njega u potpunosti se posvetio medaljerstvu. Poznatija su mu djela medalje Stari Majerić (1938.), Tomislav Krizman (1945.), Slavica Amillla.